# Henry Condell
Henry Condell fue un actor de King's Men, la compañía de teatro para la que William Shakespeare escribió. Participó, junto con John Heminges, en la publicación póstuma de la colección de obras teatrales de Shakespeare, conocida como First Folio.

## Curiosidades
Condell aparece en la película de 1998 Shakespeare in Love interpretado por Nicholas Boulton. 